# María Maximiliana Manrique de Lara y Briceño
María Maximiliana Manrique de Lara y Briceño, död 1608, var en spansk hovfunktionär. 
Hon var hovdam åt den spanska prinsessan och tysk-romerska kejsarinnan Maria av Österrike från 1556. Hon tillhörde kejsarinnan Marias favoriter och förtrogna, och den spanska fraktion som omtalades för att göra det kejserliga hovet i Wien så spanskinfluerat under samtiden.